# Jörgen Michelsen
Alf Jörgen Michelsen, född 9 februari 1924 i Grimstad, Aust-Agder fylke, död 14 augusti 2016 i Helsingborg, var en norsk-dansk-svensk arkitekt (han förblev norsk medborgare).
Michelsen, som var son till stationsinspektor Eugen Michelsen och Olga Grøm, avlade studentexamen på språklig resp. reallinje i Bergen 1943 och 1944 samt arkitektexamen i Köpenhamn 1951. Han anställd hos arkitekt Eske Kristensen i Köpenhamn 1950, hos arkitekterna Eva och Nils Koppel 1952, hos arkitekt Nils Lönnroth i Stockholm 1955, hos bröderna Erik och Henry Andersson och Jørn Utzon i Helsingborg 1957 och delägare i Arton konsulterande arkitektbyrå där från 1959. Efter att ha vunnit arkitekttävlingen om Eddaskolan i Märsta startade han Jörgen Michelsen Arkitektkontor med kontor i Märsta och i Helsingborg. Han kom att rekrytera unga arkitekter från Lunds tekniska högskola, där han även verkade som lärare. 
Av Michelsens verk kan nämnas Triangelskolan och Högalidskolan (1967) i Kiruna, Märsta gymnasium (ca. 1978) och stadsbiblioteken i Helsingborg (1965) och Ängelholm (1987).

## Bilder, verk i urval

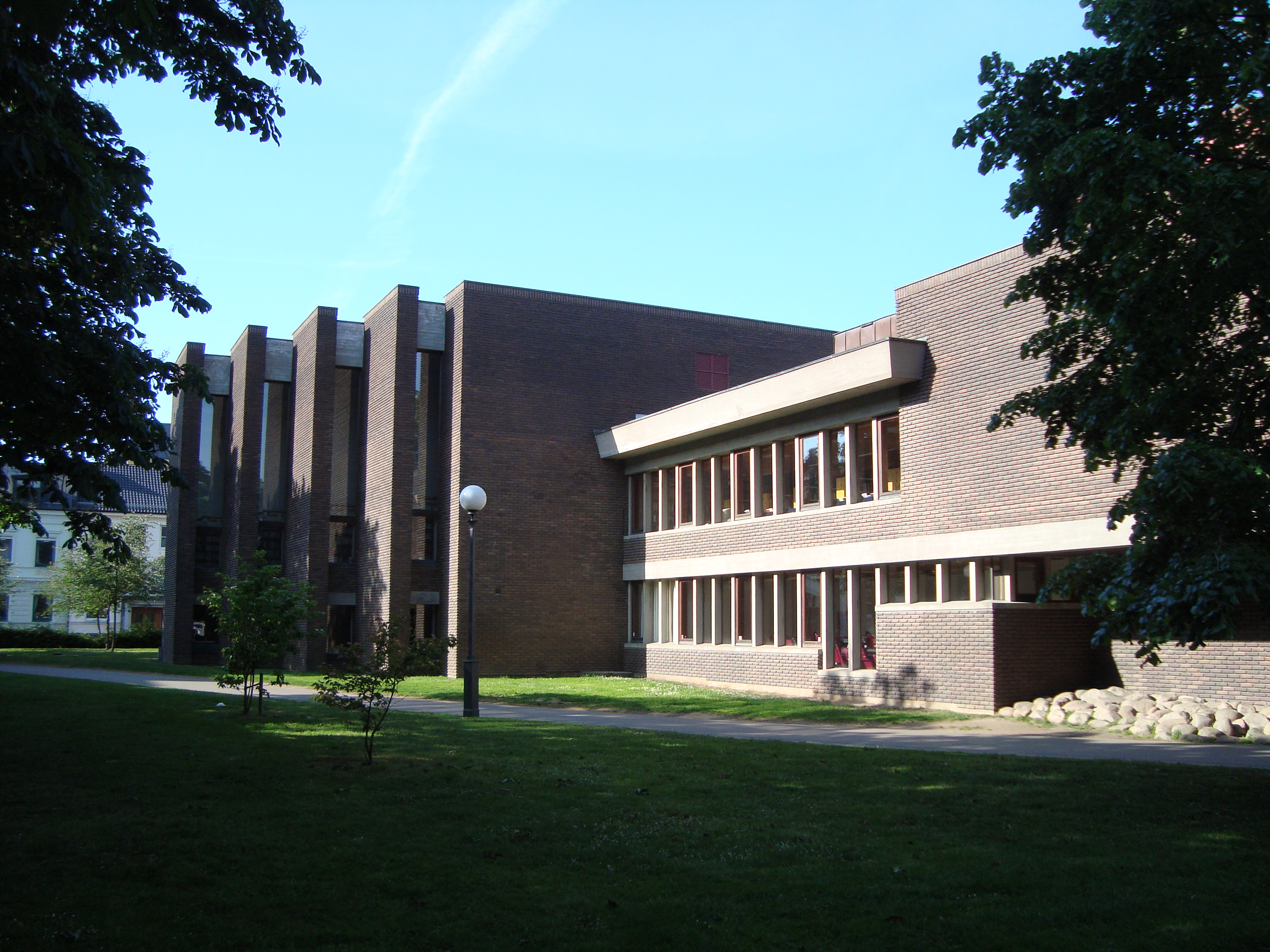
Helsingborgs stadsbliotek (1965).
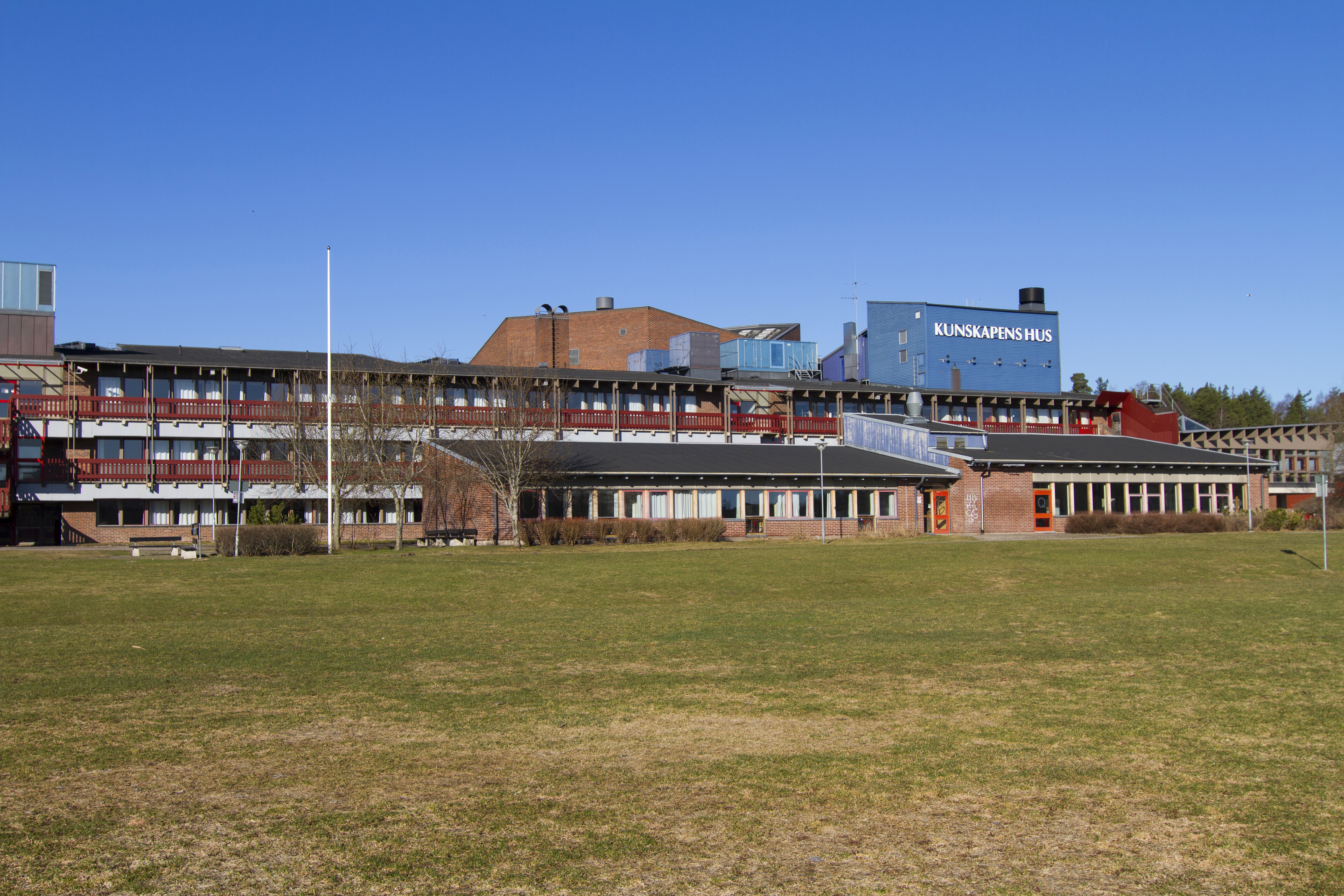
Märsta gymnasium, Stockholm (ca. 1978).
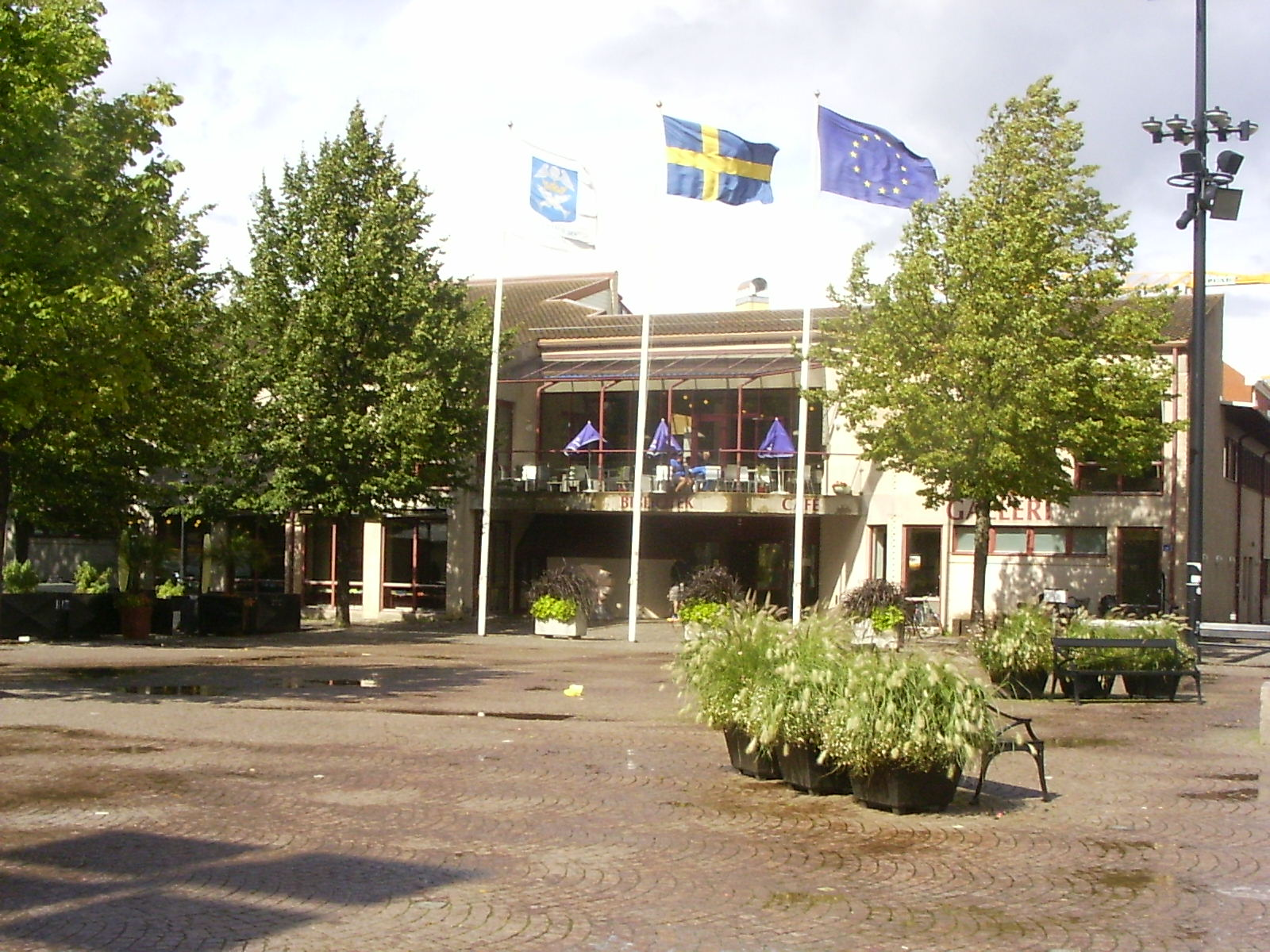
Ängelholms stadsbibliotek (1987).